# Gran Premio Palio Dei Comuni
Gran Premio Palio Dei Comuni, är ett travlopp för 3-åriga och äldre varmblodiga travare. Det hålls årligen i november på Ippodromo San Paolo i Montegiorgio i Italien. Det är ett Grupp 1-lopp, det vill säga ett lopp av högsta internationella klass. Loppet körs över distansen 1600 meter.

## Segrare
| År   | Vinnare            | Kusk                  | Tränare               | Tid     | Tvåa               | Trea               |
| ---- | ------------------ | --------------------- | --------------------- | ------- | ------------------ | ------------------ |
| 2022 | Bengurion Jet      | Alessandro Gocciadoro | Alessandro Gocciadoro | 1.10,9a | Global Trustworthy | Africa Jet         |
| 2021 | Global Trustworthy | Alessandro Gocciadoro | Alessandro Gocciadoro | 1.11,1a | Akela Pal Ferm     | Great King Wine    |
| 2020 | Chief Orlando      | Vincenzo Gallo        | Holger Ehlert         | 1.10,9a | Vanesia Ek         | Visa As            |
| 2019 | Cokstile           | Antonino di Nardo     | Gennaro Casillo       | 1.10,4a | Arazi Boko         | Billie de Montfort |
| 2018 | Peace Of Mind      | Alessandro Gocciadoro | Alessandro Gocciadoro | 1.11,4a | Stella di Azzurra  | Vanesia Ek         |
| 2017 | Peace Of Mind      | Alessandro Gocciadoro | Alessandro Gocciadoro | 1.10,9a | Tamure Roc         | Rugiada Sms        |
| 2016 | Pascia’ Lest       | Pietro Gubellini      | Andres Boldura        | 1.11,4a | Positano d'Ete     | Totoo del Ronco    |
| 2015 | Zorro Photo        | Giampaolo Minnucci    | Stephanie Lepetit     | 1.12,1a | Radice del Nord    | Padania Zeta       |
| 2014 | Mack Grace Sm      | Roberto Andreghetti   | Roberto Andreghetti   | 1.11,8a | Louvre             | Ogill Rum          |
| 2013 | Mack Grace Sm      | Roberto Andreghetti   | Lucio Colletti        | 1.11,8a | La Vida Loca       | Orleans Om         |
| 2012 | Mack Grace Sm      | Roberto Andreghetti   | Lucio Colletti        | 1.11,2a | Look Mp            | Omera Win Sm       |
| 2011 | Linda di Casei     | Alessandro Gocciadoro | Enrico Gocciadoro     | 1.12,0a | Mack Grace Sm      | Renommee d'Obret   |
| 2010 | Mack Grace Sm      | Tommaso di Lorenzo    | Holger Ehlert         | 1.11,8a | Mondiale Ok        | Linda di Casei     |
| 2009 | Opal Viking        | Roberto Andreghetti   | Nils Enqvist          | 1.12,5a | Italiano           | Filipp Roc         |
| 2008 | Opal Viking        | Jorma Kontio          | Nils Enqvist          | 1.12,4a | Filipp Roc         | Passionate Kemp    |
| 2007 | Torvald Palema     | Åke Svanstedt         | Åke Svanstedt         | 1.11,3a | Algiers Hall       | Opal Viking        |
| 2006 | Opal Viking        | Fabrizio Ciulla       | Nils Enqvist          | 1.12,8a | Pegasus Boko       | Hövding Lavec      |
| 2005 | Pegasus Boko       | Roberto Andreghetti   | Fabrice Souloy        | 1.12,2a | Prime Prospect     | Infant du Bossis   |
| 2004 | Infant du Bossis   | Örjan Kihlström       | Stefan Melander       | 1.12,1a | Living Image       | Caesar HBD         |
| 2003 | Java Darche        | Roberto Andreghetti   | Fabrice Souloy        | 1.12,4a | HP Paque           | Couch Doctor       |
| 2002 | Tinak Mo           | Biagio Lo Verde       | Biagio Lo Verde       | 1.12,3a | Yatzy Brodda       | Zidane OM          |
| 2001 | Sugarcane Volo     | Hans Petter Tholfsen  | Hans Petter Tholfsen  | 1.11,6a | Revenue            | Buckaroo K         |
| 2000 | Turno Gas          | Heikki Korpi          | Heikki Korpi          | 1.12,6a | Igor Brick         | Ruby di Re         |
| 1999 | Moni Maker         | Johnny Takter         | Jimmy Takter          | 1.12,3a | Nuke It Linsay     | Demon Sid          |
| 1998 | Louise Laukko      | Jorma Kontio          | Anders Lindqvist      | 1.14,6a | Maybe Tomorrow     | Nuke It Linsay     |
| 1997 | Dryade des Bois    | Joseph Verbeeck       | Jean-Baptiste Bossuet | 1.14,8a | Wesgate Crown      | Huxtable Hornline  |
| 1996 | Crowning Classic   | Mauro Baroncini       | Mauro Baroncini       | 1.14,9a | Wesgate Crown      | Camino             |
| 1995 | Bolets Igor        | Lennart Forsgren      | Bengt-Åke Angel       | 1.15,6a | Boritz Letzte      | Bosphorus          |
| 1994 | Bahama             | Jean-Pierre Dubois    | Jean-Pierre Dubois    | 1.14,6a | Peace Kronos       | Baraka             |
| 1993 | Park Avenue Kathy  | Göran E. Johansson    | Göran E. Johansson    | 1.17,6a | First Sid          | Nadir LB           |
| 1992 | Merlengo Dra       | Lorenzo Baldi         | Lorenzo Baldi         | 1.16,5a | Continental Racer  | Hornby Maid        |
| 1991 | Miss Baltic        | Jan Nordin            | Jan Nordin            | 1.15,5a | Happy Diamonds     | Lugliano Jet       |
| 1990 | Linzatao           | Giancarlo Baldi       |                       |         | Mack FC            | Falasia            |
| 1989 | Einstein           | Inucci Floriano       |                       |         | Gialy              | Baltic Orion       |